# Cyprus op het Eurovisiesongfestival 2025
Cyprus neemt deel aan het Eurovisiesongfestival 2025 in Bazel, in het Zwitserland. Het wordt de 40ste deelname van het land aan het Eurovisiesongfestival. CyBC was verantwoordelijk voor de Cypriotische bijdrage voor de editie van 2025.

## Achtergrond

### Interne selectie
In juli 2024 gaf de Cypriotische broadcaster CyBC aan opnieuw intern een kandidaat te gaan zoeken voor het Songfestival. In tegenstelling tot de twee voorgaande kandidaten Andrew Lambrou en Silia Kapsis wil de broadcaster terug een Cyprioot kiezen, die op het eiland woont. In september 2024 werd Theo Evan aangekondigd als kandidaat. Meteen ook de eerst aangekondigde kandidaat voor het Eurovisiesongfestival 2025.
Het nummer waarmee Evan aantreedt, Shh, werd geschreven in samenwerking met Dimitris Kontopoulos, Elke Tiel, Elsie Bay, Lasse Nymann, en Linda Dale en werd uitgebracht op 11 maart 2025.

## In Bazel
Cyprus trad aan in de eerste halve finale op 13 mei 2025. Hoewel de gokkantoren voorzichtig positief waren over zijn optreden, en hij de show afsloot, wist Theo Evan zich niet te plaatsen voor de grote finale. Cyprus kreeg 44 punten en strandde op de 11e plaats. 

#### Punten gegeven door Cyprus
| Score     | 1e halve finale |             | Finale      | Finale     |
| Score     | Televoting      | Vakjury     | Televoting  |            |
| 12 punten | Oekraïne        | Griekenland | Griekenland |            |
| 10 punten | Nederland       | Frankrijk   | Israël      |            |
| 8 punten  | Estland         |             | Nederland   | Oekraïne   |
| 7 punten  | IJsland         |             | Oostenrijk  | Estland    |
| 6 punten  | Noorwegen       |             | Zwitserland | Oostenrijk |
| 5 punten  | Zweden          |             | Israël      | Noorwegen  |
| 4 punten  | Polen           |             | Albanië     | Polen      |
| 3 punten  | Albanië         |             | Italië      | Frankrijk  |
| 2 punten  | San Marino      |             | Zweden      | Armenië    |
| 1 punt    | Slovenië        |             | San Marino  | Nederland  |

1981 · 1982 · 1983 · 1984 · 1985 · 1986 · 1987 · 1988 · 1989 · 1990 · 1991 · 1992 · 1993 · 1994 · 1995 · 1996 · 1997 · 1998 · 1999 · 2000 · 2001 · 2002 · 2003 · 2004 · 2005 · 2006 · 2007 · 2008 · 2009 · 2010 · 2011 · 2012 · 2013 · 2014 · 2015 · 2016 · 2017 · 2018 · 2019 · 2020 · 2021 · 2022 · 2023 · 2024 · 2025
Albanië · Armenië · Australië · Azerbeidzjan · België · Cyprus · Denemarken · Duitsland · Estland · Finland · Frankrijk · Georgië · Griekenland · Ierland · IJsland · Israël · Italië · Kroatië · Letland · Litouwen · Luxemburg · Malta · Montenegro · Nederland · Noorwegen · Oekraïne · Oostenrijk · Polen · Portugal · San Marino · Servië · Slovenië · Spanje · Tsjechië · Verenigd Koninkrijk · Zweden · Zwitserland